# Celeste & Jesse
Celeste & Jesse (Originaltitel: Celeste & Jesse Forever; Alternativtitel: Celeste & Jesse Beziehungsstatus: Es ist kompliziert!) ist eine US-amerikanische romantische Komödie des Regisseurs Lee Toland Krieger, die beim Sundance Film Festival 2012 Premiere hatte. Der deutsche Kinostart war am 14. Februar 2013.

## Handlung
Jesse, ein Gelegenheitsgrafiker, und Celeste, Trendforscherin und Teilhaberin einer Marketingagentur, kennen sich schon seit der Highschool und sind seit sechs Jahren miteinander verheiratet. Beide sind nun über 30 und merken, dass aus ihrer Beziehung die Luft raus ist. Im gegenseitigen Einverständnis beschließen sie, sich voneinander zu trennen. Jesse zieht in sein Atelier hinter seinem ehemaligen Zuhause. Beide versuchen Leute kennenzulernen und eine neue Beziehung aufzubauen. Trotzdem bleiben sie immer in Kontakt und treffen sich regelmäßig. Sie sind beste Freunde, wohnen Tür an Tür und reden über alles miteinander. Jeder von ihnen geht jedoch anders mit der Trennung um, und so stellen sich ihre Treffen mitunter als schwierig heraus, auch für ihre gemeinsamen Freunde. So kommt es immer wieder zu Streitigkeiten, unter anderem darüber, ob ihre Trennung wirklich der richtige Schritt war. Obwohl Celeste als erfolgreiche Geschäftsfrau eigentlich davon überzeugt ist, richtig gehandelt zu haben, kommen ihr oft Zweifel. Sie würde mit ihrem langjährigen Partner viel verlieren, und so fällt ihr das Loslassen noch schwer. Jesse hofft insgeheim, dass sich seine Noch-Frau wieder umbesinnt, da er sie immer noch liebt. Diese Hoffnung wird besonders jäh nach einer gemeinsamen Nacht mit Celeste zerstört, als sie diese als einen Fehler bezeichnet. Jesse verreist und ignoriert Celeste Anrufe, die sich bei ihm entschuldigen möchte. Jesse geht eine neue Beziehung mit Veronica ein, mit der er bereits vor ein paar Monaten, nach der Trennung, einmal ein One-Night-Stand hatte. Nachdem Jesse Celeste von Veronicas Schwangerschaft erzählt, versucht diese nun verstärkt sich auch von Jesse loszulösen. Sie trifft sich mit mehreren Männern, merkt aber, dass sie noch an Jesse hängt und die Trennung ein Fehler war. Sie fragt Jesse ob er bereit wäre, wieder mit ihr zusammenzukommen. Das Gespräch endet aber im Streit. Auf der Hochzeit von Freunden treffen sich beide wieder. Der wertschätzende Toast von Celeste versöhnt Jesse mit ihr. In der Folge bringt auch Celeste die Motivation auf die Scheidung voranzubringen. Bei der Unterzeichnung der Scheidungspapiere sind sie wieder gute, Insiderwitze reißende, Freunde. Sie fragt ihn, ob er Veronica liebe, der es bejaht. Celeste wünscht ihm alles Gute und dass er für die neue Liebe kämpfe. Sie trennen sich mit einem letzten Kuss.

## Hintergrund
Die beiden Drehbuchautoren, Rashida Jones und Will McCormack, wurden im Rahmen der Independent Spirit Awards 2013 in der Kategorie Bestes Erstlingsdrehbuch nominiert.

## Kritiken
Der Spiegel beurteilt Celeste & Jesse als „eine kluge, leichtfüßige Liebeskomödie über Großstadtneurotiker, die vor allem bei den witzigen Dialogen den kauzigen Charme des Vorbilds Woody Allen erreicht.“ Die charmante Komödie scheut auch nicht davor zurück, „den Zuschauer die Schwermut des Liebeskummers spüren zu lassen. So mündet er in einem bittersüßen Happy-End, das überrascht – und ihn noch einmal abhebt vom verlogenen Liebesgezwitscher anderer romantic comedys“.
Auch kino.de beurteilt Celeste & Jesse als „eine äußerst charmante Kriegserklärung an die Selbstverständlichkeit“ und befindet es als „bis zum Ende sehr unterhaltsames Forum für die komischen und dramatischen Qualitäten von Rashida Jones, die von Hollywood bisher in Nebenrollen versteckt wurde.“